# Орден Иеговы
Орден Иеговы — орден, учреждённый в 1606 году королём Швеции Карлом IX, девизом которого было выражение на латинском языке: Jehovah solatium meum.  
«Иегова — мой Утешитель»
ТАКИМ был официальный девиз шведского короля Карла IX. Его писали на латинском языке: «Iehovah solatium meum». Карл IX принадлежал к одному из нескольких поколений шведских монархов, которые правили с 1560 по 1697 год и использовали Божье имя на еврейском или латинском языке в надписях на монетах, медалях или гербах. Карл IX также основал Королевский орден Иеговы. В день своей коронации в 1607 году Карл IX надел на шею так называемую цепь Иеговы.
Что побуждало этих монархов так поступать? По мнению ученых, на них повлиял кальвинизм, который в то время был распространен в Европе, а также уважение к Библии. Будучи хорошо образованными монархами эпохи Возрождения, они, очевидно, были знакомы с латинским вариантом личного имени Бога — Иегова. Некоторые из них, несомненно, знали, что в тексте еврейского оригинала Библии это имя встречалось не одну тысячу раз.
Есть немало свидетельств тому, что в XVI и XVII веках в различных частях Европы имя Иегова часто использовалось в надписях на монетах и медалях, а также в убранстве общественных зданий и храмов. По всей видимости, в те времена с почтением относились к словам Бога, записанным в Исходе 3:15 (ПАМ): «Иегова... Вот имя Мое на веки».